# Sphaeroma podicipitis
Sphaeroma podicipitis är en kräftdjursart som beskrevs av Théodore Monod 1931. Sphaeroma podicipitis ingår i släktet Sphaeroma och familjen klotkräftor. Inga underarter finns listade i Catalogue of Life.